# Liste des représentants des États-Unis pour le Kentucky
L'État du Kentucky dispose de six représentants à la Chambre des représentants des États-Unis.

## Représentation actuelle à la Chambre des représentants (2025-2027)
| District et Nom | District et Nom | District et Nom | Début du mandat                              | Parti       |
| --------------- | --------------- | --------------- | -------------------------------------------- | ----------- |
| 1er district    | James Comer     |                 | 8 novembre 2016 (8 ans, 4 mois et 15 jours)  | Républicain |
| 2e district     | Brett Guthrie   |                 | 3 janvier 2009 (16 ans, 2 mois et 20 jours)  | Républicain |
| 3e district     | Morgan McGarvey |                 | 3 janvier 2023 (2 ans, 2 mois et 20 jours)   | Démocrate   |
| 4e district     | Thomas Massie   |                 | 6 novembre 2012 (12 ans, 4 mois et 17 jours) | Républicain |
| 5e district     | Hal Rogers      |                 | 3 janvier 1981 (44 ans, 2 mois et 20 jours)  | Républicain |
| 6e district     | Andy Barr       |                 | 3 janvier 2013 (12 ans, 2 mois et 20 jours)  | Républicain |

### Démographie

#### Parti politique
- cinq républicains
- un démocrate

#### Sexe
- six hommes

#### Ethnie
- six Blancs

#### Âge
- De 40 à 50 ans : trois
- De 50 à 60 ans : un
- De 70 à 80 ans : un
- Plus de 80 ans : un

#### Religions
- Protestantisme : cinq
  - Baptisme : deux
  - Églises du Christ : un
  - Épiscopalisme : un
  - Méthodisme : un
- Judaïsme : un

## Délégations historiques

### Depuis 1993
À la suite du recensement de 1990, le Kentucky perd un siège de représentant.
| Congrès          | 1er district                  | 2e district         | 3e district                | 4e district          | 5e district    | 6e district             |
| ---------------- | ----------------------------- | ------------------- | -------------------------- | -------------------- | -------------- | ----------------------- |
| 103e (1993-1994) | Thomas J. Barlow III (en) (D) | William Natcher (D) | Romano L. Mazzoli (en) (D) | Jim Bunning (R)      | Hal Rogers (R) | Scotty Baesler (en) (D) |
| (1994-1995)      | Thomas J. Barlow III (en) (D) | Ron Lewis (en) (R)  | Romano L. Mazzoli (en) (D) | Jim Bunning (R)      | Hal Rogers (R) | Scotty Baesler (en) (D) |
| 104e (1995-1997) | Ed Whitfield (R)              | Ron Lewis (en) (R)  | Mike Ward (en) (D)         | Jim Bunning (R)      | Hal Rogers (R) | Scotty Baesler (en) (D) |
| 105e (1997-1999) | Ed Whitfield (R)              | Ron Lewis (en) (R)  | Anne Northup (R)           | Jim Bunning (R)      | Hal Rogers (R) | Scotty Baesler (en) (D) |
| 106e (1999-2001) | Ed Whitfield (R)              | Ron Lewis (en) (R)  | Anne Northup (R)           | Ken Lucas (en) (D)   | Hal Rogers (R) | Ernie Fletcher (R)      |
| 107e (2001-2003) | Ed Whitfield (R)              | Ron Lewis (en) (R)  | Anne Northup (R)           | Ken Lucas (en) (D)   | Hal Rogers (R) | Ernie Fletcher (R)      |
| 108e (2003)      | Ed Whitfield (R)              | Ron Lewis (en) (R)  | Anne Northup (R)           | Ken Lucas (en) (D)   | Hal Rogers (R) | Ernie Fletcher (R)      |
| (2004-2005)      | Ed Whitfield (R)              | Ron Lewis (en) (R)  | Anne Northup (R)           | Ken Lucas (en) (D)   | Hal Rogers (R) | Ben Chandler (en) (D)   |
| 109e (2005-2007) | Ed Whitfield (R)              | Ron Lewis (en) (R)  | Anne Northup (R)           | Geoff Davis (en) (R) | Hal Rogers (R) | Ben Chandler (en) (D)   |
| 110e (2007-2009) | Ed Whitfield (R)              | Ron Lewis (en) (R)  | John Yarmuth (D)           | Geoff Davis (en) (R) | Hal Rogers (R) | Ben Chandler (en) (D)   |
| 111e (2009-2011) | Ed Whitfield (R)              | Brett Guthrie (R)   | John Yarmuth (D)           | Geoff Davis (en) (R) | Hal Rogers (R) | Ben Chandler (en) (D)   |
| 112e (2011-2012) | Ed Whitfield (R)              | Brett Guthrie (R)   | John Yarmuth (D)           | Geoff Davis (en) (R) | Hal Rogers (R) | Ben Chandler (en) (D)   |
| (2012-2013)      | Ed Whitfield (R)              | Brett Guthrie (R)   | John Yarmuth (D)           | Thomas Massie (R)    | Hal Rogers (R) | Ben Chandler (en) (D)   |
| 113e (2013-2015) | Ed Whitfield (R)              | Brett Guthrie (R)   | John Yarmuth (D)           | Thomas Massie (R)    | Hal Rogers (R) | Andy Barr (R)           |
| 114e (2015-2016) | Ed Whitfield (R)              | Brett Guthrie (R)   | John Yarmuth (D)           | Thomas Massie (R)    | Hal Rogers (R) | Andy Barr (R)           |
| (2016-2017)      | James Comer (R)               | Brett Guthrie (R)   | John Yarmuth (D)           | Thomas Massie (R)    | Hal Rogers (R) | Andy Barr (R)           |
| 115e (2017-2019) | James Comer (R)               | Brett Guthrie (R)   | John Yarmuth (D)           | Thomas Massie (R)    | Hal Rogers (R) | Andy Barr (R)           |